# Thénac
|  | Per a altres significats, vegeu «Thénac (Dordonya)». |

Thénac és un municipi francès al departament de la Charanta Marítima i a la regió de Nova Aquitània. L'any 2007 tenia 1.531 habitants.

## Demografia

### Població
El 2007 la població de fet de Thénac era de 1.531 persones. Hi havia 575 famílies de les quals 159 eren unipersonals (52 homes vivint sols i 107 dones vivint soles), 190 parelles sense fills, 198 parelles amb fills i 28 famílies monoparentals amb fills.
La població ha evolucionat segons el següent gràfic:

### Habitatges
El 2007 hi havia 631 habitatges, 590 eren l'habitatge principal de la família, 8 eren segones residències i 33 estaven desocupats. 608 eren cases i 21 eren apartaments. Dels 590 habitatges principals, 400 estaven ocupats pels seus propietaris, 183 estaven llogats i ocupats pels llogaters i 6 estaven cedits a títol gratuït; 1 tenia una cambra, 66 en tenien dues, 50 en tenien tres, 150 en tenien quatre i 323 en tenien cinc o més. 518 habitatges disposaven pel capbaix d'una plaça de pàrquing. A 262 habitatges hi havia un automòbil i a 282 n'hi havia dos o més.

### Piràmide de població
La piràmide de població per edats i sexe el 2009 era:
| Homes | Edats   | Dones |
| ----- | ------- | ----- |
| 0     | 95 o +  | 0     |
| 0     | 90 a 94 | 0     |
| 0     | 85 a 89 | 12    |
| 8     | 80 a 84 | 0     |
| 16    | 75 a 79 | 16    |
| 28    | 70 a 74 | 16    |
| 20    | 65 a 69 | 40    |
| 28    | 60 a 64 | 20    |
| 40    | 55 a 59 | 36    |
| 44    | 50 a 54 | 20    |
| 44    | 45 a 49 | 40    |
| 28    | 40 a 44 | 60    |
| 60    | 35 a 39 | 48    |
| 44    | 30 a 34 | 44    |
| 28    | 25 a 29 | 20    |
| 24    | 20 a 24 | 16    |
| 40    | 15 a 19 | 32    |
| 40    | 10 a 14 | 44    |
| 20    | 5 a 9   | 56    |
| 32    | 0 a 4   | 28    |

## Economia
El 2007 la població en edat de treballar era de 988 persones, 689 eren actives i 299 eren inactives. De les 689 persones actives 639 estaven ocupades (340 homes i 299 dones) i 51 estaven aturades (19 homes i 32 dones). De les 299 persones inactives 85 estaven jubilades, 56 estaven estudiant i 158 estaven classificades com a «altres inactius».

### Ingressos
El 2009 a Thénac hi havia 580 unitats fiscals que integraven 1.448 persones, la mediana anual d'ingressos fiscals per persona era de 18.869 €.

### Activitats econòmiques
Dels 68 establiments que hi havia el 2007, 2 eren d'empreses extractives, 1 d'una empresa alimentària, 15 d'empreses de construcció, 10 d'empreses de comerç i reparació d'automòbils, 4 d'empreses de transport, 7 d'empreses d'hostatgeria i restauració, 2 d'empreses d'informació i comunicació, 3 d'empreses financeres, 8 d'empreses immobiliàries, 3 d'empreses de serveis, 12 d'entitats de l'administració pública i 1 d'una empresa classificada com a «altres activitats de serveis».
Dels 20 establiments de servei als particulars que hi havia el 2009, 1 era una oficina de correu, 1 autoescola, 4 paletes, 3 guixaires pintors, 3 fusteries, 2 lampisteries, 2 electricistes, 1 perruqueria, 2 restaurants i 1 agència immobiliària.
Dels 3 establiments comercials que hi havia el 2009, 1 era una gran superfície de material de bricolatge, 1 una botiga de menys de 120 m² i 1 una fleca.
L'any 2000 a Thénac hi havia 15 explotacions agrícoles que ocupaven un total de 612 hectàrees.

## Equipaments sanitaris i escolars
El 2009 hi havia una escola elemental.

## Poblacions properes
El següent diagrama mostra les poblacions més properes.